# 1720년
1720년은 월요일로 시작하는 윤년이다.

## 연호
- 청(淸) 강희(康熙) 59년
- 일본(日本) 교호(享保) 5년
- 후 레 왕조(後黎朝) 빈틴(永盛) 16년 / 바오타이(保泰) 원년

## 기년
- 류큐(琉球) 쇼케이왕(尚敬王) 8년
- 청(淸) 성조 강희제(聖祖 康熙帝) 59년
- 조선(朝鮮) 숙종(肅宗) 46년
- 후 레 왕조(後黎朝) 유종(裕宗) 16년

## 사건
- 1월 21일 - 스웨덴과 프로이센간에 스톡홀름 조약이 맺어짐.
- 7월 17일 - 경종이 조선의 20번째 국왕으로 즉위하다.
- 11월 9일 - 유다 헤하시드(Judah he-Hasid)의 시나고그가 예루살렘에서 아슈케나짐 추방을 주장하던 아랍인 채권자들에게 불태워지다.
- 조너선 스위프트, 《걸리버 여행기》 저술 시작.
- 세계 최초의 요트 클럽인 워터 클럽 오브 하버와 로열 코크 요트 클럽이 창립되었음.

## 탄생
- 2월 8일 - 일본의 군주 사쿠라마치 천황. (~1750년)
- 3월 15일 - 파르마의 군주 파르마 공작 필리포. (~1765년)
- 5월 12일 - 조선의 문신 채제공. (~1799년)
- 11월 26일 - 조선 시대 후기의 왕족 종실 낙천군. (~1737년)

## 사망
- 7월 12일 - 조선의 19대 국왕 숙종. (1661년~)
- 9월 3일 - 잉글랜드의 군인 골웨이 백작 앙리 드 마스. (1648년~)